# مارك هايز (لاعب غولف)
مارك هايز (بالإنجليزية: Mark Hayes)‏ هو لاعب غولف أمريكي، ولد في 12 يوليو 1949 في ستيلووتر في الولايات المتحدة، وتوفي في 17 يوليو 2018 بسبب مرض آلزهايمر.

## وصلات خارجية
- مارك هايز على موقع رابطة لاعبي الغولف المحترفين (الإنجليزية)
- مارك هايز على موقع التصنيف العالمي الرسمي للغولف (الإنجليزية)